# Muzej Deir ez-Zora
Muzej Deir ez-Zora (arabsko متحف دير الزور‎) je muzej, posvečen arheologiji in zgodovini severovzhodne Sirije, znane kot Džazira ali Gornja Mezopotamija. 
Deir ez-Zor je upravno središče sirskega guvernorata je Deir ez-Zor. Muzej je bil ustanovljen leta 1974  v galeriji nakupovalnega središča. Od leta 1983 do 1996 je gostoval v starem sodišču, zgrajenem leta 1930. Leta 1996 je bil preseljen na sedanjo lokacijo v stavbo, ki je bila zgrajena  prav zanj. Gradnja novega muzeja je bila plod  sirsko-nemškega sodelovanja. Razstavne dvorane se razprostirajo na 1600 kvadratnih metrih in so razporejene okoli osrednjega dvorišča.
Ob ustanovitvi leta 1974 je imel muzej skromno zbirko samo 140 predmetov, ki sta jih donirala Narodni muzej Damaska in Narodni muzej Alepa. Sedanja zbirka vsebuje približno 25.000 predmetov, vključno z večino glinastih klinopisnih tablic, najdenih v Mariju. V muzeju so tudi številni predmeti, ki so jih mednarodne skupine arheologov našle na najdiščih ob Gornjem Haburju, kot so Tell Bejdar, Tell Brak, Tell Lejlan in Tell Mozan. Dolina Evfrata jugovzhodno od Deir ez-Zorja je predstavljena s predmeti iz klasičnega mesta Dura-Europos, ki je bilo nekoč obmejno mesto Rimskega cesarstva.
Zbirke so razdeljene v pet zgodovinskih sklopov: prazgodovina, zgodovina Sirije od konca 4. do 1. tisočletje pr. n. št., klasično obdobje, islamsko obdobje  in etnografija. V muzeju so številne rekonstruirane zgradbe iz različnih obdobij v naravni velikosti. Mednje spadajo hiša iz predlončarskega  neolitika B iz Burkasa v dolini Evfrata, mestna vrata iz zgodnje bronaste dobe iz Tell Bderija v porečju Haburja, južna fasada Zimri-Limove palače "Dvor palm" v Mariju s stenskimi poslikavami in vrata islamskega gradu Qasr al-Heer al-Sharqi.
Leta 2015 je sirska vojska muzejsko zbirko domnevno izselila iz muzeja zaradi povečanega delovanja ISIS v Deir ez-Zoru.